# ریگان گریفیث
ریگان گریفیث (انگلیسی: Regan Griffiths؛ زادهٔ ۱ مهٔ ۲۰۰۰) بازیکن فوتبال اهل بریتانیا است.
از باشگاه‌هایی که در آن بازی کرده‌است می‌توان به باشگاه فوتبال کرو آلکساندرا اشاره کرد.